# 安永竜夫

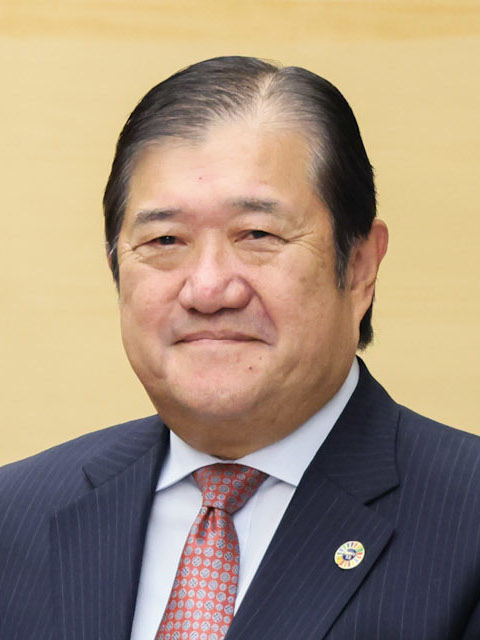
2024年11月5日、内閣総理大臣官邸にて

安永 竜夫（やすなが たつお、1960年12月15日 - ）は、日本の実業家。三井物産代表取締役会長。

## 経歴
愛媛県今治市菊間町出身。愛光中学校・高等学校を経て、東京大学工学部卒業。
1983年に三井物産入社。社内序列で32人抜きという異例の抜擢を受け、2015年、三井物産史上最年少で社長に就任。

### 略歴
- 1983年4月 - 三井物産入社。
- 2008年5月 - プロジェクト業務部長
- 2010年7月 - 経営企画部長
- 2013年4月 - 執行役員、機械･輸送システム本部長
- 2015年
  - 4月 - 社長、CEO
  - 6月 - 代表取締役、社長、CEO
- 2021年4月 - 代表取締役、会長（現任）
- 2024年5月 - 日本貿易会会長（現任）

### 社外
- 2020年から2024年 - 日本経済団体連合会副会長[3]
- 2024年 - 日本経済団体連合会審議員会副議長
- 2023年[4] - 社会資本整備審議会会長
- 2024年 - 日本貿易会会長